# Krpatonoga bogomolka
Krpatonoga bogomolka (znanstveno ime Empusa fasciata) je sredozemska vrsta bogomolk iz družine paličastih bogomolk, ki je razširjena tudi v Sloveniji, vendar ji tu grozi izumrtje